# Shiva samhita
Shiva samhita, Sanskriet voor Shiva's Verzameling, is een in het Sanskriet geschreven tekst over hatha yoga. De tekst is zodanig opgesteld, als zou de god Shiva deze zelf hebben geschreven aan zijn goddelijke gemalin Parvati, maar de echte schrijver van het geschrift is niet bekend. Shiva samhita is een van de drie belangrijke klassieke geschriften over hatha yoga; de andere twee zijn de Hatha yoga pradipika en de Gheranda samhita en wordt beschouwd als de meest uitgebreid en de meest democratische verhandeling van hatha yoga.

## Datering
In het algemeen wordt ervan uitgegaan dat de Shiva samhita is geschreven in de 17e eeuw James Mallinson dateert het echter voor het jaar 1500 n.Chr. en gaat ervan uit dat het werk gedurende de 17e eeuw vele malen is geciteerd. Gebaseerd op de aanwijzingen die er in de tekst worden gegeven, gelooft Mallinson dat de Shiva samhita zijn geschreven in of dicht bij Benares.

## Inhoud
Shiva samhita gaat in op de complexe fysiologie van de mens, noemt 84 verschillende asana's (waarvan er slechts vier tot in detail worden beschreven), beschrijft vijf specifieke types van prana en reikt hier technieken aan. Ook gaat het in op de abstracte yogafilosofie, mudra's, tantrische oefeningen en meditatie. Het benadrukt dat elk gewoon mens yoga kan beoefenen en er baat bij kan hebben. Verder zijn er zowel boeddhistische en hindoeïstische invloeden in de tekst herkenbaar.
De indeling is als volgt:
1. Het eerste hoofdstuk maakt melding van verschillende bevrijdingstechnieken en filosofische standpunten.
2. Het tweede hoofdstuk beschrijft de nadi's, het interne vuur en de werking van de jiva.
3. Het derde hoofdstuk beschrijft de winden door het lichaam, het belang van de goeroe, de vier stadia van yoga, de vijf elementaire visualisaties en vier gedetailleerde asana's.
4. Het vierde hoofdstuk beschrijft de elf mudra's die met yoga bereikt kunnen worden.
5. Het vijfde hoofdstuk is het langst en meest divers. Het beschrijft de obstakels die de yogi onderweg naar de bevrijding tegenkomt, de vier types van beoefenaars, de techniek van trataka (schaduw staren), het interne geluid, de esoterische centra en energieën in het lichaam, zoals de kundalini, de zeven lotussen, de koning der koningen van yoga's en de wereldmantra.[6]